# Molophilus pimelia
Molophilus pimelia är en tvåvingeart som beskrevs av Günther Theischinger 1988. Molophilus pimelia ingår i släktet Molophilus och familjen småharkrankar. Inga underarter finns listade i Catalogue of Life.